# 鍋島経房
鍋島 経房（なべしま つねふさ、生没年未詳）は、室町時代の武将。少弐氏の出身で藤原姓鍋島氏の祖。少弐教頼の子で鍋島直茂の曾祖父に当たる。少弐政資や千葉胤資（たねすけ）は実兄。
少弐教頼と、鍋島経直（つねなお）の娘との間に生まれる。のちに外祖父・経直より鍋島家の家督を譲られる。初めは鍋島清直（きよなお）、のちに経房と改名、いずれも経直より1字を受けて名乗ったものである。
子の清久の代から少弐氏の家臣である龍造寺氏に仕え、その孫・直茂以降は肥前佐賀藩主を務める家系として続いた。